# Paz de Amásia
A Paz de Amásia (em persa: پیمان آماسیه‎‎; romaniz.: Qarārdād-e Amasiyeh; em turco: Amasya Antlaşması) foi um tratado acordado em 29 de maio de 1555 entre o xá Tamaspe I (r. 1524–1576) e o sultão Solimão, o Magnífico (r. 1520–1566) na cidade de Amásia, após a Guerra Otomano-Safávida de 1532–1555.

## História

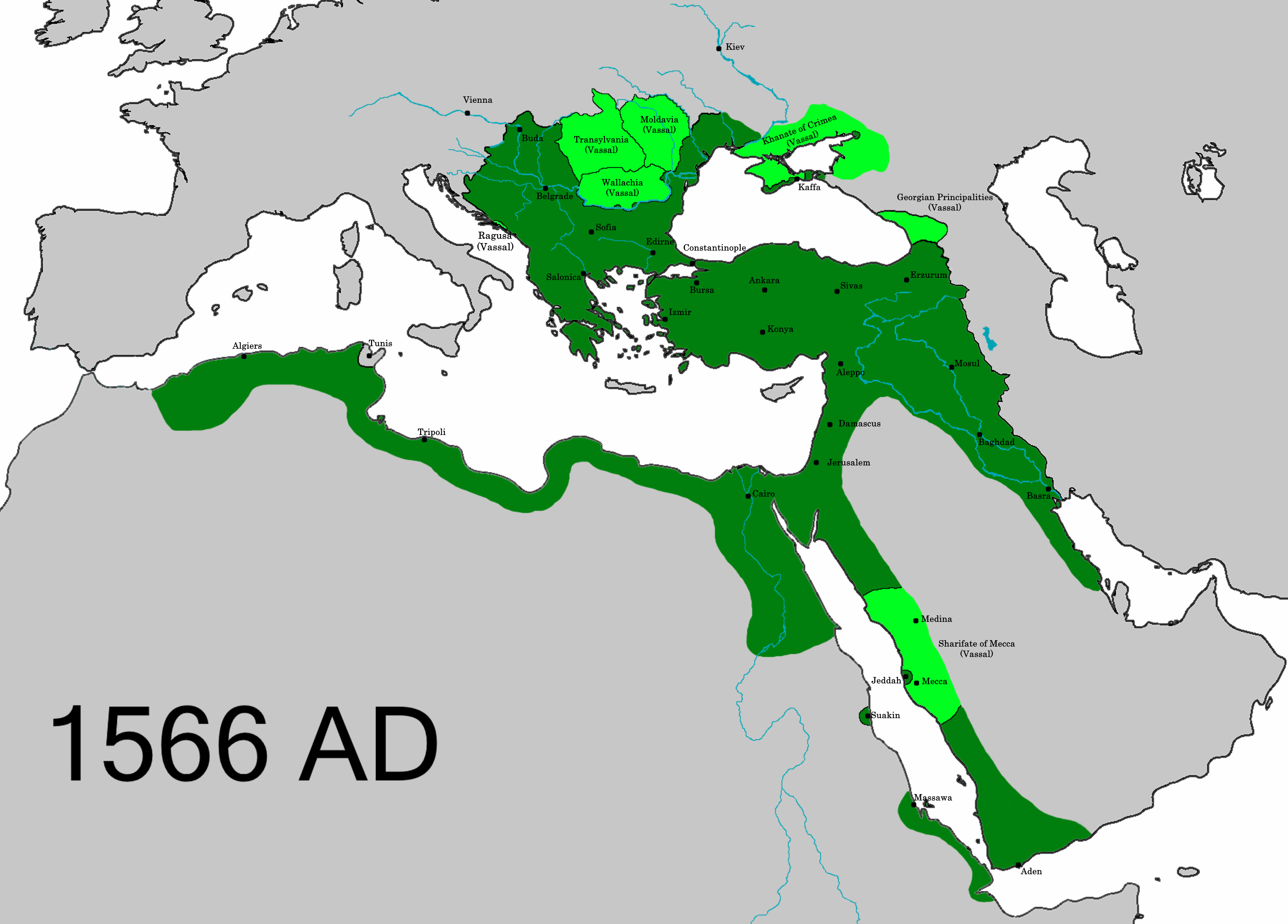
Império Otomano em 1566

O tratado definiu a fronteira entre a Pérsia e o Império Otomano e foi seguido por uma paz de 20 anos. Segundo o tratado, a Armênia e Geórgia seriam divididas igualmente entre os dois, com a Armênia Ocidental, o Curdistão Ocidental e a Geórgia Ocidental (incluindo a Mesquécia Ocidental) ficando sob controle turco, enquanto a Armênia Oriental, o Curdistão Oriental e a Geórgia Oriental (incluindo a Mesquécia Oriental) ficariam sob os persas. O Império Otomano obteve muito do Iraque, incluindo Bagdá, que deu-lhe acesso ao golfo Pérsico, enquanto os persas mantiveram sua antiga capital Tabriz e todos os seus demais territórios no Cáucaso como o Daguestão e boa parte do atual Azerbaijão; a partilha decisiva do Cáucaso e a concessão irrevogável da Mesopotâmia aos otomanos ocorreria no subsequente tratado de paz conhecido como Tratado de Zuabe de 1639.
Várias zonas tampão foram estabelecidas por toda a Anatólia Oriental como em Erzurum, Xarizor e Van. Carse foi declarada neutra, e sua fortaleza foi destruída. Os otomanos garantiram ainda que os peregrinos persas pudessem ir às cidades sagradas muçulmanas de Meca e Medina, bem como aos sítios sagrados de peregrinação xiita no Iraque. Outro termo do tratado foi que os safávidas deveriam encerrar a maldição ritual dos primeiros califas ortodoxos, Aixa (esposa de Maomé) e outros Sahaba (companheiros do profeta), todos mantidos em alta-estima pelos sunitas. Essa condição foi uma exigência comum dos tratados otomano-safávidas, e nesse caso foi considerado humilhante por Tamaspe.